# David Selby

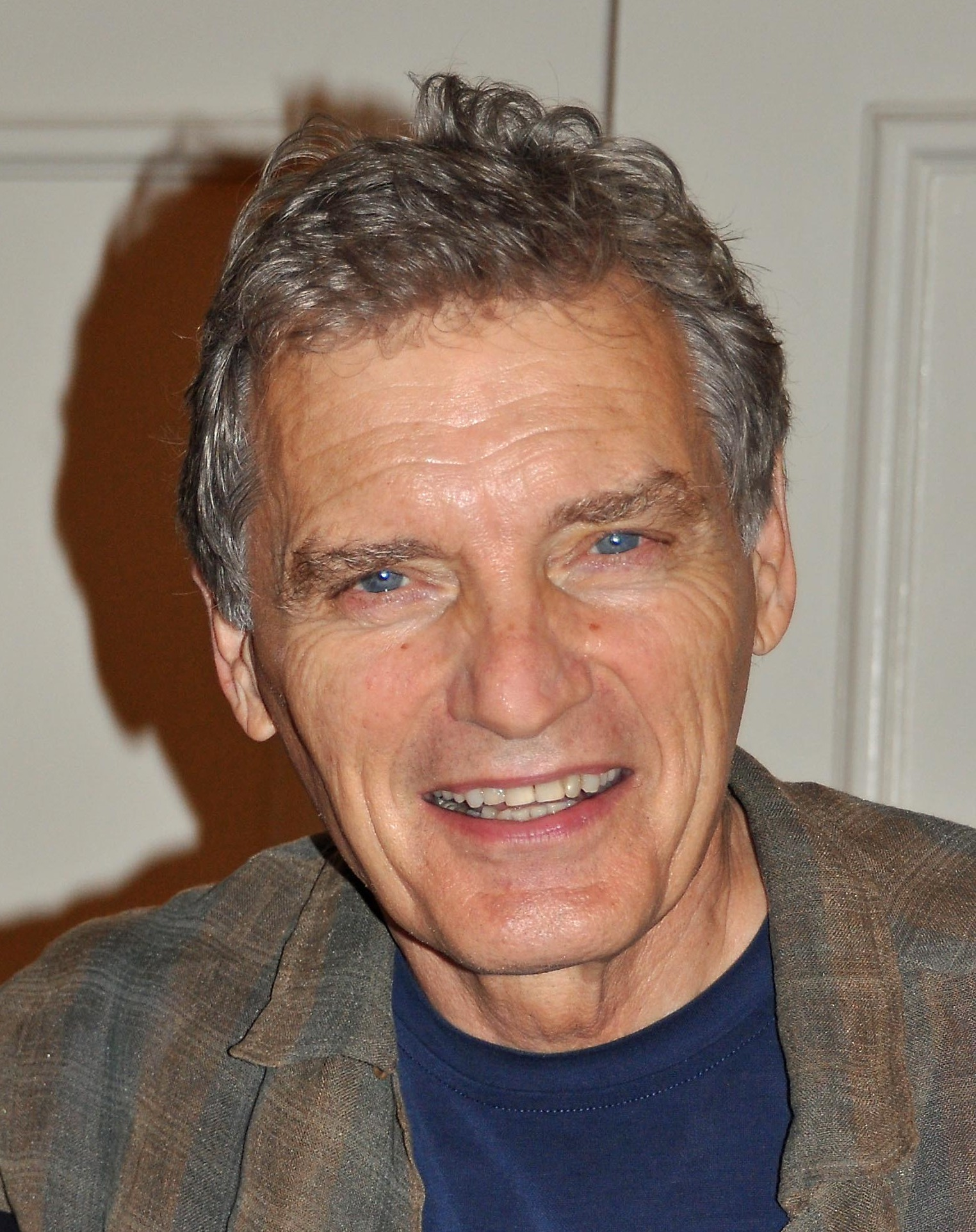
David Selby (2011)

David Lynn Selby (* 5. Februar 1941 in Morgantown, West Virginia) ist ein US-amerikanischer Schauspieler.

## Leben und Leistungen
Selby ist der Sohn von Clyde Ira Selby und Sarah E. McIntyre Selby und wuchs in seiner Jugend in Morgantown im US-Bundesstaat West Virginia auf. Selby wollte schon früh Schauspieler werden und studierte deshalb in seiner Heimatstadt auf der West Virginia University Schauspiel, machte seinen Bachelor und seinen Master dort und promovierte später sogar noch.
Von 1968 bis 1971 spielte er den Quentin Collins in der erfolgreichen Serie Dark Shadows des US-amerikanischen Fernsehsenders ABC. Später ging der Kinofilm Das Schloß der verlorenen Seelen (Night of Dark Shadows) mit ihm in der Hauptrolle auch noch auf die Leinwand.
Von 1981 bis 1982 spielte er in der letzten Staffel der NBC-Serie Flamingo Road den Michael Tyronne.
Sein großer internationaler Durchbruch gelang ihm aber in der Rolle des Richard Channing in der Serie Falcon Crest. Hier ist er der Sohn der Matriarchin über ein Weinimperium Angela Channing, gespielt von Jane Wyman, die beide aber erst zum Ende der Serie erfahren, dass sie Mutter und Sohn sind und sich vorher bis aufs Messer bekämpfen. An seiner Seite spielten Susan Sullivan und Lorenzo Lamas in dieser Serie mit. Als er während der Dreharbeiten von dem schlechten Gesundheitszustand von Jane Wyman erfuhr, die deswegen sogar einige Folgen der Serie aussetzen musste, besuchte er sie am Krankenbett mit Lamas und Sullivan, die ihr durch die Dreharbeiten freundschaftlich verbunden waren. Sein Engagement in dieser Serie dauerte von 1982 bis 1990 und endete mit der Einstellung der Serie. Mit Jane Wyman blieb er bis zu deren Tod am 10. September 2007 eng verbunden.
Selby spielte mit diversen Hollywoodstars an seiner Seite in einigen Filmen mit, ist aber auch als Schriftsteller aktiv.
Privat
Er ist mit seiner Frau Claudeis Chip seit 1963 verheiratet und hat drei Kinder, zwei Töchter und einen Sohn. Seine Frau kommt wie er aus West Virginia.

## Filmografie (Auswahl)

### Fernsehserien
- 1968–1971: Dark Shadows
- 1974: Die Waltons (Fernsehserie, Folge: 3x06, Olivias Wunschtraum – The Romance)
- 1976: Kojak – Einsatz in Manhattan – 1 Episode (Hectors Tod)
- 1977–1978: Washington: Hinter verschlossenen Türen
- 1981–1982: Flamingo Road
- 1982–1990: Falcon Crest
- 1997–1999: Die Schattenkrieger (Soldier of Fortune, Inc., 37 Episoden)
- 2007: Tell Me You Love Me
- 2007: Cold Case (1 Episode)
- 2014: Rizzoli & Isles (1 Episode)
- 2017–2018: Legion (4 Episoden)
- seit 2018: Castle Rock (Fernsehserie)

### Filme
- 1971: Das Schloß der verlorenen Seelen (Night of Dark Shadows)
- 1972: Sandkastenspiele (Up the Sandbox)
- 1973: U-Turn
- 1974: Die Supercops – Zwei irre Hunde (The Super Cops)
- 1979: Nicht von schlechten Eltern (Rich Kids)
- 1980: Hebt die Titanic (Raise the Titanic)
- 1991: Entscheidung aus Liebe (Dying Young)
- 1992: Fluch der Gräber (Grave Secrets: The Legacy of Hilltop Drive) (TV-Film)
- 1994: Begegnungen – Intersection (Intersection)
- 1995: Ans Messer geliefert (Headless Body in Topless Bar)
- 1996: White Squall – Reißende Strömung (White Squall)
- 1996: Mighty Ducks 3 (D3: The Mighty Ducks)
- 2004: Shadow of Fear
- 2006: End Game
- 2006: Black Hole – Das Monster aus dem schwarzen Loch (The Black Hole) (Fernsehfilm)
- 2006: Unknown
- 2010: The Social Network
- 2010: Run for Her Life
- 2015: Equals – Euch gehört die Zukunft (Equals)

## Bücher
- My Mother’s Autumn
- Happenstance

## Bühnenstücke
- Lincoln and James
- Final Assault

## Auszeichnungen
- Selby gewann den Soap Opera Digest Award 1988 für seine Rolle in Falcon Crest. Vier weitere Male wurde er dafür nominiert, blieb dabei aber erfolglos.
- 1998 wurde ihm der Ehrendoktortitel des College of Creative Arts verliehen.